# X Factor (Italia) (quinta edizione)
La quinta edizione del talent show musicale X Factor è andata in onda in prima serata su Sky Uno dal 20 ottobre 2011 al 5 gennaio 2012 per dodici puntate.
L'edizione è stata acquistata da Sky Italia (dopo che la Rai, non ha rinnovato i diritti per motivi di budget), che dopo una prima esclusiva della trasmissione del programma per due stagioni televisive, ha poi prolungato di altre sei fino al 2018: è la prima volta del format in una pay-tv. La conduzione del live è affidata al conduttore Alessandro Cattelan. Novità principale dell'edizione sarà l'Xtra Factor, in onda subito dopo il prime-time, con commenti a caldo, ospiti e retroscena, così come in X Factor UK. C'è stato anche il day-time, con l'assegnazione brani e le prove dei concorrenti, e alcune pillole inserite nel palinsesto di Sky Uno. Dal 20 ottobre 2011 sono andati in onda ogni giovedì i provini mentre le puntate live dal 17 novembre. La finale del 5 gennaio 2012 è stata trasmessa anche su Sky 3D, prima mondiale in tre dimensioni.
La vincitrice di X Factor 5 è Francesca Michielin, della squadra Donne 16-24 di Simona Ventura.

## Trasmissione
Cielo ha trasmesso in replica dal 21 ottobre 2011 le prime quattro puntate dello show dedicate a provini e boot camp, e dal 20 novembre 2011 anche le rimanenti puntate in una versione riedita alle 19:00. Dal 3 dicembre Cielo ha mandato in onda la replica in prima serata alle 21:00.
Il 6 e il 13 ottobre 2011 alle 22.00 sono andati in onda due speciali da un'ora dedicati alla giuria di X Factor 5. La prima delle due puntate è dedicata a Elio e Arisa, la seconda a Simona Ventura e Morgan.
Domenica 22 gennaio 2012 alle 21.00 su Sky 3D è andato in onda uno speciale di mezz'ora con il meglio della quinta edizione di X Factor.
La striscia del daytime è andata in onda dal lunedì al venerdì alle 19.35 su Sky Uno con questa divisione:
- Lunedì e martedì: assegnazione brani
- Mercoledì: le prove dei ragazzi
- Giovedì: le prove generali in studio
- Venerdì: riassunto e backstage del live del giorno precedente
- Sabato: X Factor Weekly (dal 3 dicembre 2011)

## Giudici
La quinta edizione mantiene la nuova formula con 4 giudici: ritornano in giuria Simona Ventura e Morgan, viene riconfermato Elio e la new entry Arisa. Proprio come nell'edizione precedente, al momento dell'eliminazione, qualora si dovesse verificare una situazione di pareggio, si ricorrerà al TILT ovvero a un televoto della durata di 200 secondi che decreterà l'eliminato.

## Categorie
Le categorie di X Factor 5 sono le stesse della quarta edizione e ognuna affidata ad un giudice:
- Uomini 16-24 (Morgan)
- Donne 16-24 (Simona Ventura)
- Over 25 (Arisa)
- Gruppi Vocali (Elio)[6]

## Selezioni

### I provini

#### Prima fase
Le pre-selezioni si sono svolte a Milano dal 5 all'8 luglio 2011 e a Roma dal 21 al 24 luglio 2011. I concorrenti che hanno passato questa prima tappa dovranno esibirsi davanti ai quattro giudici di X Factor. Questa prima fase è andata in onda attraverso due speciali di 10 minuti su Sky Uno alle 20.35 sabato 13 e domenica 14 agosto 2011.

#### Seconda fase
I concorrenti che sono riusciti a passare la prima fase dovranno far fronte ai provini ufficiali del programma. Per la prima volta, oltre ad essere giudicati dai quattro giudici, i provini si sono svolti di fronte ad un ampio pubblico e i concorrenti hanno dovuto esibirsi con una canzone accompagnata da base musicale e a cappella solo su richiesta. Per passare il turno il concorrente ha dovuto ricevere almeno 3 sì su 4. Questa seconda fase si è svolta a Trento dal 26 al 29 agosto, a Forlì il 4 e il 5 settembre e infine a Milano il 12 settembre 2011 al Teatro della Luna. Questa fase di provini è andata in onda il 20 e il 27 ottobre 2011 su Sky Uno, e in chiaro il 21 e il 28 ottobre 2011 su Cielo.

### Bootcamp - Campo Reclute
In questa seconda parte di provini, Elio, Simona Ventura, Morgan e Arisa dovranno ascoltare e selezionare i 113 talenti che sono riusciti a superare le prime due audizioni. Di tutti questi solo 24 riusciranno ad arrivare all'ultima tappa dell'Homevisit. I Bootcamp si sono svolti in assenza di pubblico al Teatro della Luna di Milano. e sono andati in onda in prima serata il 3 novembre 2011 su Sky Uno e il 4 novembre 2011 su Cielo.

### Homevisit - Scelta finale
Prima di procedere con l'ultima fase di selezioni, a ogni giudice verrà affidata una delle quattro categorie.
Ogni giudice, con il proprio vocal coach, dovrà scegliere 3 cantanti che andranno a completare la rosa dei concorrenti ufficiali della quinta edizione di X Factor. La scelta finale è andata in onda il 10 novembre 2011 su Sky Uno e l'11 novembre 2011 su Cielo.
| Categoria     | Giudice | Vocal coach      | Artisti eliminati in questa fase | Artisti eliminati in questa fase | Artisti eliminati in questa fase |
| ------------- | ------- | ---------------- | -------------------------------- | -------------------------------- | -------------------------------- |
| Uomini 16-24  | Morgan  | Diego Calvetti   | Steven Patrick Piu               | Daniel Adomako                   | Jeremy Fiumefreddo               |
| Donne 16-24   | Ventura | Paola Folli      | Nadia Burzotta                   | Paola Marotta                    | Alessia De Vito                  |
| Over 25       | Arisa   | Giuseppe Barbera | Michele Leonardo Cavada          | Tania Furia                      | Paolo Bernardini                 |
| Gruppi Vocali | Elio    | Alberto Tafuri   | Mescla                           | 2080                             | I Malviventi                     |

## Finalisti
In questo spazio sono elencati i cantanti approdati alla prima puntata del programma.
Legenda:
- Vincitore
- Secondo classificato

- Terzo classificato
- Quarto classificato

- Semifinalista

- Non finalista

| Categoria                    | Cantanti                | Cantanti        | Cantanti          |
| ---------------------------- | ----------------------- | --------------- | ----------------- |
| Donne 16-24 (Simona Ventura) | Francesca Michielin     | Nicole Tuzii    | Jessica Mazzoli   |
| Gruppi Vocali (Elio)         | I Moderni (Free Chords) | Cafè Margot     | Le 5 (5 Sisters)  |
| 25+ (Arisa)                  | Antonella Lo Coco       | Claudio Cera    | Rahma Hafsi       |
| Uomini 16-24 (Morgan)        | Vincenzo Di Bella       | Valerio De Rosa | Davide Papasidero |

## Dettaglio delle puntate

### Tabella delle eliminazioni
- Uomini 16-24 (Morgan)
- Donne 16-24 (Simona Ventura)

- 25+ (Arisa)
- Gruppi Vocali (Elio)

| [ 12 ]         | [ 12 ]         | 1ª puntata              | 1ª puntata              | 2ª puntata             | 2ª puntata             | 3ª puntata                    | 3ª puntata                    | 4ª puntata              | 4ª puntata              | 5ª puntata               | 5ª puntata             | 6ª puntata                    | 6ª puntata                    | 7ª puntata                 | 7ª puntata             | Finale                 | Finale                 |
| [ 12 ]         | [ 12 ]         | I                       | II                      | I                      | II                     | I                             | II                            | I                       | II                      | I                        | II                     | I                             | II                            | I                          | II                     | I                      | II                     |
| -------------- | -------------- | ----------------------- | ----------------------- | ---------------------- | ---------------------- | ----------------------------- | ----------------------------- | ----------------------- | ----------------------- | ------------------------ | ---------------------- | ----------------------------- | ----------------------------- | -------------------------- | ---------------------- | ---------------------- | ---------------------- |
|                | Francesca      | 2ª 24,9%                | N.D.                    | 1ª 26,7%               | N.D.                   | N.D.                          | 1ª 26,6%                      | 1ª 25,8%                | N.D.                    | 5ª 12,8%                 | N.D.                   | 3ª 18,6%                      | 1ª 23,8%                      | 1ª 24,6%                   | 2ª 26,8%               | 1ª 38,9%               | Vincitrice 57,9%       |
|                | I Moderni      | N.D.                    | 3º 19,4%                | N.D.                   | 4º 16%                 | N.D.                          | 3º 18,2%                      | N.D.                    | 4º 22,3%                | 1º 18,1%                 | N.D.                   | 2º 18,9%                      | 3º 22,9%                      | 3º 24,4%                   | 3º 24,7%               | 2º 32,3%               | Secondi 42,1%          |
|                | Antonella      | N.D.                    | 2ª 20,7%                | N.D.                   | 1ª 28,5%               | 2ª 27,3%                      | N.D.                          | N.D.                    | 1ª 28,6%                | 2ª 14,6%                 | N.D.                   | 1ª 21%                        | 2ª 23,3%                      | 2ª 24,6%                   | 1ª 27,3%               | 3ª 28,7%               | Terza (8ª puntata)     |
|                | Nicole         | 1ª 33,8%                | N.D.                    | N.D.                   | 2ª 27,7%               | 1ª 31,8%                      | N.D.                          | 2ª 25,5%                | N.D.                    | 4ª 12,9%                 | N.D.                   | 4ª 15,9%                      | 4ª 15,5%                      | 5ª 13%                     | 4ª 21,1%               | Eliminata (7ª Puntata) | Eliminata (7ª Puntata) |
|                | Jessica        | N.D.                    | 1ª 21,8%                | 2ª 19,1%               | N.D.                   | N.D.                          | 4ª 17,2%                      | N.D.                    | 3ª 24,1%                | 3ª 14,4%                 | N.D.                   | 5ª 13,8%                      | 5ª 14,5%                      | 4ª 13,3%                   | Eliminata (7ª puntata) | Eliminata (7ª puntata) | Eliminata (7ª puntata) |
|                | Vincenzo       | 3º 13,7%                | N.D.                    | 3º 18,8%               | N.D.                   | 3º 16,9%                      | N.D.                          | 4º 14,4%                | N.D.                    | 8º 7,4%                  | 39,3%                  | 6º 11,8%                      | N.D.                          | Eliminato (6ª puntata)     | Eliminato (6ª puntata) | Eliminato (6ª puntata) | Eliminato (6ª puntata) |
|                | Claudio        | 4º 10,8%                | N.D.                    | 4º 18,1%               | N.D.                   | N.D.                          | 2º 22,1%                      | 3º 20%                  | N.D.                    | 6º 10,3%                 | 17,8%                  | Eliminato (5ª puntata)        | Eliminato (5ª puntata)        | Eliminato (5ª puntata)     | Eliminato (5ª puntata) | Eliminato (5ª puntata) | Eliminato (5ª puntata) |
|                | Valerio        | N.D.                    | 4º 14,4%                | N.D.                   | 5º 10,5%               | N.D.                          | 5º 16%                        | N.D.                    | 2º 25%                  | 7º 9,6%                  | 42,9%                  | Eliminato (5ª puntata)        | Eliminato (5ª puntata)        | Eliminato (5ª puntata)     | Eliminato (5ª puntata) | Eliminato (5ª puntata) | Eliminato (5ª puntata) |
|                | Cafè Margot    | 5º 10,7%                | N.D.                    | N.D.                   | 3º 17,2%               | 4º 13,2%                      | N.D.                          | 5º 14,3%                | N.D.                    | Eliminate (4ª puntata)   | Eliminate (4ª puntata) | Eliminate (4ª puntata)        | Eliminate (4ª puntata)        | Eliminate (4ª puntata)     | Eliminate (4ª puntata) | Eliminate (4ª puntata) | Eliminate (4ª puntata) |
|                | Davide         | N.D.                    | 5º 12,1%                | 5º 8,9%                | N.D.                   | 5º 10,9%                      | N.D.                          | Eliminato (3ª puntata)  | Eliminato (3ª puntata)  | Eliminato (3ª puntata)   | Eliminato (3ª puntata) | Eliminato (3ª puntata)        | Eliminato (3ª puntata)        | Eliminato (3ª puntata)     | Eliminato (3ª puntata) | Eliminato (3ª puntata) | Eliminato (3ª puntata) |
|                | Le 5           | N.D.                    | 6º 11,5%                | 6º 8,3%                | N.D.                   | Eliminate (2ª puntata)        | Eliminate (2ª puntata)        | Eliminate (2ª puntata)  | Eliminate (2ª puntata)  | Eliminate (2ª puntata)   | Eliminate (2ª puntata) | Eliminate (2ª puntata)        | Eliminate (2ª puntata)        | Eliminate (2ª puntata)     | Eliminate (2ª puntata) | Eliminate (2ª puntata) | Eliminate (2ª puntata) |
|                | Rahma          | 6ª 6,2%                 | N.D.                    | Eliminata (1ª puntata) | Eliminata (1ª puntata) | Eliminata (1ª puntata)        | Eliminata (1ª puntata)        | Eliminata (1ª puntata)  | Eliminata (1ª puntata)  | Eliminata (1ª puntata)   | Eliminata (1ª puntata) | Eliminata (1ª puntata)        | Eliminata (1ª puntata)        | Eliminata (1ª puntata)     | Eliminata (1ª puntata) | Eliminata (1ª puntata) | Eliminata (1ª puntata) |
|                |                |                         |                         |                        |                        |                               |                               |                         |                         |                          |                        |                               |                               |                            |                        |                        |                        |
| Ultimo scontro | Ultimo scontro | Rahma Le 5              | Rahma Le 5              | Le 5 Valerio           | Le 5 Valerio           | Davide Valerio                | Davide Valerio                | Cafè Margot I Moderni   | Cafè Margot I Moderni   | Claudio Vincenzo         | Claudio Vincenzo       | Vincenzo Jessica              | Vincenzo Jessica              | Jessica Nicole             |                        |                        |                        |
|                | Voto di Arisa  | Le 5                    | Le 5                    | Valerio                | Valerio                | Davide                        | Davide                        | Cafè Margot             | Cafè Margot             | Vincenzo                 | Vincenzo               | Vincenzo                      | Vincenzo                      | Nicole                     |                        |                        |                        |
|                | Voto di Elio   | Rahma                   | Rahma                   | Valerio                | Valerio                | Davide                        | Davide                        | Cafè Margot             | Cafè Margot             | Claudio                  | Claudio                | Vincenzo                      | Vincenzo                      | Jessica                    |                        |                        |                        |
|                | Voto di Morgan | Rahma                   | Rahma                   | Le 5                   | Le 5                   | Valerio                       | Valerio                       | I Moderni               | I Moderni               | Claudio                  | Claudio                | Jessica                       | Jessica                       | Nicole                     |                        |                        |                        |
|                | Voto di Simona | Rahma                   | Rahma                   | Le 5                   | Le 5                   | Davide                        | Davide                        | Cafè Margot             | Cafè Margot             | Claudio                  | Claudio                | Vincenzo                      | Vincenzo                      | Jessica                    |                        |                        |                        |
| Eliminati      | Eliminati      | Rahma Hafsi 3 voti su 4 | Rahma Hafsi 3 voti su 4 | Le 5 TILT 65,8%        | Le 5 TILT 65,8%        | Davide Papasidero 3 voti su 4 | Davide Papasidero 3 voti su 4 | Cafè Margot 3 voti su 4 | Cafè Margot 3 voti su 4 | Valerio De Rosa          | Valerio De Rosa        | Vincenzo Di Bella 3 voti su 4 | Vincenzo Di Bella 3 voti su 4 | Jessica Mazzoli TILT 56,1% | Nicole Tuzii           | Antonella Lo Coco      | I Moderni              |
| Eliminati      | Eliminati      | Rahma Hafsi 3 voti su 4 | Rahma Hafsi 3 voti su 4 | Le 5 TILT 65,8%        | Le 5 TILT 65,8%        | Davide Papasidero 3 voti su 4 | Davide Papasidero 3 voti su 4 | Cafè Margot 3 voti su 4 | Cafè Margot 3 voti su 4 | Claudio Cera 3 voti su 4 |                        | Vincenzo Di Bella 3 voti su 4 | Vincenzo Di Bella 3 voti su 4 | Jessica Mazzoli TILT 56,1% | Nicole Tuzii           | Antonella Lo Coco      | I Moderni              |

### Dettaglio delle puntate

#### Prima puntata
- Data: 17 novembre 2011
- Ospiti: Miguel Bosé, Kasabian
- Canzoni cantate dagli ospiti: Days Are Forgotten (Kasabian)
- Prima delle esibizioni tutti i talenti eseguono Pride (In the Name of Love) degli U2

| Ordine       | Cantante    | Giudice | Canzone (cantante originale)                                                       | Risultato |
| ------------ | ----------- | ------- | ---------------------------------------------------------------------------------- | --------- |
| 1            | Nicole      | Ventura | And I'm Telling You I'm Not Going (Jennifer Hudson)                                | Salva     |
| 2            | Cafè Margot | Elio    | 50mila (Nina Zilli)                                                                | Salve     |
| 3            | Claudio     | Arisa   | My Immortal (Evanescence)                                                          | Salvo     |
| 4            | Vincenzo    | Morgan  | Azzurro (Paolo Conte)                                                              | Salvo     |
| 5            | Francesca   | Ventura | Someone like You (Adele)                                                           | Salva     |
| 6            | Rahma       | Arisa   | Street Life (Randy Crawford)                                                       | Ultima    |
|              |             |         |                                                                                    |           |
| 1            | Valerio     | Morgan  | Misfit (Curiosity Killed the Cat)                                                  | Salvo     |
| 2            | I Moderni   | Elio    | Overdose (d'amore) (Zucchero Fornaciari)                                           | Salvi     |
| 3            | Antonella   | Arisa   | What Else Is There? (Röyksopp)                                                     | Salva     |
| 4            | Jessica     | Ventura | Caffè nero bollente (Fiorella Mannoia)                                             | Salva     |
| 5            | Davide      | Morgan  | My Way (Frank Sinatra/Sid Vicious)                                                 | Salvo     |
| 6            | Le 5        | Elio    | Birdland (Weather Report)                                                          | Ultime    |
| Ballottaggio |             |         |                                                                                    |           |
| 1            | Rahma       | Arisa   | Blame It on the Boogie (The Jacksons) - Se c'è una cosa che mi fa impazzire (Mina) | Eliminata |
| 2            | Le 5        | Elio    | I Get Around (The Beach Boys) - Come foglie (Malika Ayane)                         | Salve     |

Voto dei giudici per eliminare:
- Arisa: Le 5, per salvare la sua artista, Rahma;
- Elio: Rahma, per salvare le sue artiste, Le 5;
- Morgan: Rahma, avendo gradito l'arrangiamento del brano a cappella de Le 5;
- Simona Ventura: Rahma, per sostenere l'esperimento de Le 5.

#### Seconda puntata
- Data: 24 novembre 2011
- Ospiti: James Morrison e i soliti idioti
- Canzoni cantate dagli ospiti: I Won't Let You Go (Morrison)

| Ordine       | Cantante    | Giudice | Canzone (cantante originale)                                     | Risultato |
| ------------ | ----------- | ------- | ---------------------------------------------------------------- | --------- |
| 1            | Claudio     | Arisa   | Dog Days Are Over (Florence and the Machine)                     | Salvo     |
| 2            | Jessica     | Ventura | Messaggio (Alice)                                                | Salva     |
| 3            | Davide      | Morgan  | Jealous Guy (nella versione dei Roxy Music)                      | Salvo     |
| 4            | Le 5        | Elio    | Single Ladies (Put a Ring on It) (Beyoncé)                       | Ultime    |
| 5            | Francesca   | Ventura | La guerra è finita (Baustelle)                                   | Salva     |
| 6            | Vincenzo    | Morgan  | Ritornerai (Bruno Lauzi)                                         | Salvo     |
|              |             |         |                                                                  |           |
| 1            | I Moderni   | Elio    | I Gotta Feeling (The Black Eyed Peas)                            | Salvi     |
| 2            | Antonella   | Arisa   | Morirò d'amore (Giuni Russo)                                     | Salva     |
| 3            | Valerio     | Morgan  | Don't Let Me Be Misunderstood (nella versione di Elvis Costello) | Ultimo    |
| 4            | Cafè Margot | Elio    | It's Oh So Quiet (Björk)                                         | Salve     |
| 5            | Nicole      | Ventura | La differenza tra me e te (Tiziano Ferro)                        | Salva     |
| Ballottaggio |             |         |                                                                  |           |
| 1            | Le 5        | Elio    | Because (The Beatles) - La donna cannone (Francesco De Gregori)  | Eliminate |
| 2            | Valerio     | Morgan  | Come il sole all'improvviso (Zucchero Fornaciari)                | Salvo     |

Voto dei giudici per eliminare:
- Elio: Valerio, per salvare le sue artiste, Le 5.
- Morgan: Le 5, per salvare il suo artista, Valerio.
- Simona Ventura: Le 5, non avendo ancora trovato la loro strada.
- Arisa: Valerio, perché non sa chi scegliere e richiamare la decisione del pubblico.

I giudici non trovano un accordo, quindi si è entrati in TILT. Il televoto decreta l'eliminazione de Le 5.

#### Terza puntata
- Data: 1º dicembre 2011
- Tema musicale della serata: Disco Party
- Ospite: Giorgia
- Canzone cantata dall'ospite: È l'amore che conta
- Prima delle esibizioni tutti i talenti eseguono Hung Up di Madonna

| Ordine                                                 | Cantante    | Giudice | Canzone (cantante originale)                                | Risultato |
| ------------------------------------------------------ | ----------- | ------- | ----------------------------------------------------------- | --------- |
| 1                                                      | Antonella   | Arisa   | Strict Machine (Goldfrapp)                                  | Salva     |
| 2                                                      | Davide      | Morgan  | Never Be Alone (Justice vs. Simian)                         | Ultimo    |
| 3                                                      | Nicole      | Ventura | Born This Way (Lady Gaga)                                   | Salva     |
| 4                                                      | Cafè Margot | Elio    | Crying at the Discoteque (Alcazar)                          | Salve     |
| 5                                                      | Vincenzo    | Morgan  | Miss You (Rolling Stones)                                   | Salvo     |
|                                                        |             |         |                                                             |           |
| 1                                                      | Jessica     | Ventura | Slave To the Rhythm (Grace Jones)                           | Salva     |
| 2                                                      | Valerio     | Morgan  | The Look of Love (ABC)                                      | Ultimo    |
| 3                                                      | I Moderni   | Elio    | Judas (Lady Gaga)                                           | Salvi     |
| 4                                                      | Francesca   | Ventura | Tainted Love (nella versione dei Soft Cell)                 | Salva     |
| 5                                                      | Claudio     | Arisa   | If I Ever Feel Better (Phoenix)                             | Salvo     |
| Ballottaggio (cavallo di battaglia - brano a cappella) |             |         |                                                             |           |
| 1                                                      | Davide      | Morgan  | Cuore (Rita Pavone) - True Colors (Cyndi Lauper)            | Eliminato |
| 2                                                      | Valerio     | Morgan  | Superstition (Stevie Wonder) - Sembra impossibile (Giorgia) | Salvo     |

Voto dei giudici per eliminare:
- Morgan : Valerio, trovando ridicolo il ballottaggio tra due suoi cantanti;
- Simona Ventura: Davide, per assecondare la richiesta di Morgan di andare in TILT;
- Arisa: Davide, affermando di essersi affezionata a Valerio;
- Elio: Davide, ritenendolo il meno convincente nel ballottaggio.

#### Quarta puntata
- Data: 8 dicembre 2011
- Ospiti: Davide Papasidero, Daniele Silvestri
- Canzoni cantate dagli ospiti: Life on Mars? (Davide Papasidero e Morgan) - Questo Paese (Daniele Silvestri) - Il flamenco della doccia (Daniele Silvestri ed Elio)

| Ordine       | Cantante    | Giudice | Canzone (cantante originale)                             | Risultato |
| ------------ | ----------- | ------- | -------------------------------------------------------- | --------- |
| 1            | Nicole      | Ventura | Heaven (Emeli Sandé)                                     | Salva     |
| 2            | Vincenzo    | Morgan  | Portatemi Dio (Vasco Rossi)                              | Salvo     |
| 3            | Claudio     | Arisa   | Mi sei scoppiato dentro il cuore (Mina)                  | Salvo     |
| 4            | Cafè Margot | Elio    | Senza paura (Ornella Vanoni)                             | Ultime    |
| 5            | Francesca   | Ventura | Higher Ground (Stevie Wonder)                            | Salva     |
|              |             |         |                                                          |           |
| 1            | I Moderni   | Elio    | Back It Up (Caro Emerald)                                | Ultimi    |
| 2            | Jessica     | Ventura | Folle Città (Loredana Bertè)                             | Salva     |
| 3            | Valerio     | Morgan  | Cigarettes and Coffee (Scialpi)                          | Salvo     |
| 4            | Antonella   | Arisa   | Mad About You (Hooverphonic)                             | Salva     |
| Ballottaggio |             |         |                                                          |           |
| 1            | Cafè Margot | Elio    | It's Oh So Quiet (Björk) - Illusione (Giuni Russo)       | Eliminate |
| 2            | I Moderni   | Elio    | In the Air Tonight (Phil Collins) - Domani (Articolo 31) | Salvi     |

Voto dei giudici per eliminare:
- Elio: Cafè Margot, ritenendole già pronte per il mercato discografico;
- Arisa: Cafè Margot, perché I Moderni l'hanno convinta maggiormente nel ballottaggio;
- Morgan: I Moderni, credendo che sulle Cafè Margot si possa ancora lavorare;
- Simona Ventura: Cafè Margot, perché da fruitrice di musica comprerebbe un disco de I Moderni.

#### Quinta puntata
- Data: 15 dicembre 2011
- Ospiti: Subsonica e Raphael Gualazzi
- Canzoni cantate dagli ospiti: Up patriots to arms (Subsonica) - Zuccherino dolce (Raphael Gualazzi)

| Ordine | Cantante  | Giudice | Canzone (cantante originale)           | Risultato  |
| ------ | --------- | ------- | -------------------------------------- | ---------- |
| 1      | Jessica   | Ventura | Sally (Vasco Rossi)                    | Salva      |
| 2      | I Moderni | Elio    | Fuck You! (Cee Lo Green)               | Salvi      |
| 3      | Valerio   | Morgan  | Un bimbo sul leone (Adriano Celentano) | Ultimi Tre |
| 4      | Antonella | Arisa   | Missing (Everything but the Girl)      | Salva      |
| 5      | Francesca | Ventura | Confusa e felice (Carmen Consoli)      | Salva      |
| 6      | Vincenzo  | Morgan  | Time (The Alan Parsons Project)        | Ultimi Tre |
| 7      | Nicole    | Ventura | Io non lascio traccia (Negramaro)      | Salva      |
| 8      | Claudio   | Arisa   | Una poesia anche per te (Elisa)        | Ultimi Tre |

| Ordine | Cantante | Giudice | Cavallo di battaglia              | Risultato | Ordine | Brano a cappella                     | Risultato |
| ------ | -------- | ------- | --------------------------------- | --------- | ------ | ------------------------------------ | --------- |
| 10     | Valerio  | Morgan  | Labyrinth (Elisa)                 | Eliminato | -      | -                                    | -         |
| 11     | Vincenzo | Morgan  | Anna e Marco (Lucio Dalla)        | Salvo     | 1      | Washing Of The Water (Peter Gabriel) | Salvo     |
| 12     | Claudio  | Arisa   | Se stasera sono qui (Luigi Tenco) | Salvo     | 2      | The Scientist (Coldplay)             | Eliminato |

Voto dei giudici per eliminare:
- Morgan: Claudio, per salvare il suo artista, Vincenzo;
- Arisa: Vincenzo, per salvare il suo artista, Claudio;
- Simona Ventura: Claudio, perché Vincenzo deve ancora dimostrare il suo talento in pezzi più adatti a lui;
- Elio: Claudio, perché dice di vedere più a fuoco Vincenzo.

#### Sesta puntata
- Data: 22 dicembre 2011
- Ospiti: Marco Mengoni
- Canzoni cantate dall'ospite: Tanto il resto cambia
- Tema: nella prima manche i concorrenti cantano brani tratti da celebri colonne sonore del cinema, mentre la seconda è libera.
- Prima delle esibizioni tutti i talenti eseguono Do They Know It's Christmas? (Band Aid)

Con l'eliminazione di Vincenzo Di Bella, la categoria degli Under Uomini di Morgan rimane senza concorrenti.
| Ordine       | Cantante  | Giudice | Canzone (cantante originale)                                                          | Film                                                                                  | Risultato                                                                             | Ordine                                                                                | Canzone (cantante originale)                                                          | Risultato |
| ------------ | --------- | ------- | ------------------------------------------------------------------------------------- | ------------------------------------------------------------------------------------- | ------------------------------------------------------------------------------------- | ------------------------------------------------------------------------------------- | ------------------------------------------------------------------------------------- | --------- |
| 1            | Antonella | Arisa   | The World Is Not Enough (Garbage)                                                     | Agente 007 - Il mondo non basta                                                       | Salva                                                                                 | 11                                                                                    | Disincanto (Mango)                                                                    | Salva     |
| 2            | I Moderni | Elio    | Diamonds Are a Girl's Best Friend/Cara ti amo (Nicole Kidman/Elio e le Storie Tese)   | Moulin Rouge!                                                                         | Salvi                                                                                 | 9                                                                                     | Don't Go Breaking My Heart (Elton John e Kiki Dee)                                    | Salvi     |
| 3            | Francesca | Ventura | The House of the Rising Sun (The Animals)                                             | Casinò                                                                                | Salva                                                                                 | 10                                                                                    | You Shook Me All Night Long (AC/DC)                                                   | Salva     |
| 4            | Jessica   | Ventura | Un año de amor (Mina)                                                                 | Tacchi a spillo                                                                       | Salva                                                                                 | 7                                                                                     | We Don't Need Another Hero (Tina Turner)                                              | Ultima    |
| 5            | Vincenzo  | Morgan  | Suspicious Minds (Elvis Presley)                                                      | All'ultimo respiro                                                                    | Ultimo                                                                                | -                                                                                     | -                                                                                     | -         |
| 6            | Nicole    | Ventura | Cry Me a River (nella versione di Julie London)                                       | V per Vendetta                                                                        | Salva                                                                                 | 8                                                                                     | Ain't Nobody (Mary J. Blige)                                                          | Salva     |
| Ballottaggio |           |         |                                                                                       |                                                                                       |                                                                                       |                                                                                       |                                                                                       |           |
| 1            | Vincenzo  | Morgan  | La leva calcistica della classe '68 (Francesco De Gregori) - Red Rain (Peter Gabriel) | La leva calcistica della classe '68 (Francesco De Gregori) - Red Rain (Peter Gabriel) | La leva calcistica della classe '68 (Francesco De Gregori) - Red Rain (Peter Gabriel) | La leva calcistica della classe '68 (Francesco De Gregori) - Red Rain (Peter Gabriel) | La leva calcistica della classe '68 (Francesco De Gregori) - Red Rain (Peter Gabriel) | Eliminato |
| 2            | Jessica   | Ventura | Malo (Bebe) - Il corvo (Mina)                                                         | Malo (Bebe) - Il corvo (Mina)                                                         | Malo (Bebe) - Il corvo (Mina)                                                         | Malo (Bebe) - Il corvo (Mina)                                                         | Malo (Bebe) - Il corvo (Mina)                                                         | Salva     |

Voto dei giudici per eliminare:
- Morgan: Jessica, per salvare il suo artista, Vincenzo;
- Simona Ventura: Vincenzo, per salvare la sua artista, Jessica;.
- Arisa: Vincenzo, preferendo Jessica;
- Elio: Vincenzo, rimanendo coerente dopo i complimenti fatti a Jessica nelle puntate precedenti.

#### Settima puntata
- Data: 29 dicembre 2011
- Ospiti: Antonello Venditti
- Canzoni cantate dall'ospite: Unica (Mio danno ed amore)
- A metà puntata Morgan esegue Lontano Lontano di Luigi Tenco
- Tema: I 5 cantanti eseguono l'inedito, i due meno votati vanno al ballottaggio e i giudici ne eliminano uno. I 4 cantanti rimasti cantano due nuove canzoni, di cui una a cappella, e vengono sottoposti a un nuovo televoto. Il meno votato viene direttamente eliminato.

| Ordine                      | Cantante  | Giudice | Inedito (autori)                                                      | Risultato                    | Ordine                       | Canzone (cantante originale) in piccolo i brani cantati a cappella                                  | Risultato |
| --------------------------- | --------- | ------- | --------------------------------------------------------------------- | ---------------------------- | ---------------------------- | --------------------------------------------------------------------------------------------------- | --------- |
| 1                           | Nicole    | Ventura | Sarà possibile (Luca Mattioni, Mario Cianchi e Kaballà)               | Ultimi Due                   | 9                            | (You Make Me Feel Like) A Natural Woman (Aretha Franklin) - Fa che non sia mai (Eramo & Passavanti) | Eliminata |
| 2                           | Antonella | Arisa   | Cuore scoppiato (Luca Marino)                                         | Salva                        | 8                            | Total Eclipse of the Heart (Bonnie Tyler) - Roxanne (Police)                                        | Salva     |
| 3                           | Jessica   | Ventura | Un livido sul cuore (Gianluca Grignani)                               | Ultimi Due                   | -                            | -                                                                                                   | -         |
| 4                           | I Moderni | Elio    | Non ci penso mai (Daniele Lazzarin, Riccardo Garifo e Alberto Tafuri) | Salvi                        | 7                            | I want you back (Jackson 5) - My love (Justin Timberlake)                                           | Salvi     |
| 5                           | Francesca | Ventura | Distratto (Elisa e Roberto Casalino)                                  | Salva                        | 6                            | Roadhouse Blues (The Doors) - Che cosa c'è (Gino Paoli)                                             | Salva     |
| Ballottaggio (prima manche) |           |         |                                                                       |                              |                              | |           |
| 1                           | Jessica   | Ventura | Folle Città (Loredana Bertè)                                          | Folle Città (Loredana Bertè) | Folle Città (Loredana Bertè) | Folle Città (Loredana Bertè)                                                                        | Eliminata |
| 2                           | Nicole    | Ventura | Listen (Beyoncé)                                                      | Listen (Beyoncé)             | Listen (Beyoncé)             | Listen (Beyoncé)                                                                                    | Salva     |

Voto dei giudici per eliminare:
- Simona Ventura: Jessica, chiedendo ai suoi colleghi di mandare in TILT;
- Morgan: Nicole, facendo una scelta di cuore;
- Arisa: Nicole, pensando che Jessica può dare qualcosa di nuovo alla musica italiana;
- Elio: Jessica, non volendo essere lui a decidere chi eliminare per l'ennesima volta;

I giudici non trovano un accordo, quindi si è entrati in TILT. Il televoto decreta l'eliminazione di Jessica.

#### Ottava puntata (finale)
- Data: 5 gennaio 2012
- Ospiti: Laura Pausini, Irene Grandi, Fiorella Mannoia, Emeli Sandé, Asia Argento
- Canzoni cantate dagli ospiti: Io non ho paura (Mannoia), The Indifferences (Morgan e Asia Argento)
- Tema: Nella prima manche i tre finalisti eseguono un duetto con celebri artiste e torneranno a riproporre i loro brani inediti. Nella seconda avranno accesso solo due dei tre finalisti che potranno far ascoltare al pubblico un Best of dei brani che hanno maggiormente segnato il loro percorso a X Factor.

| Ordine | Cantante  | Giudice | Duetto                                   | Canzone inedita (autore)                                              | Ordine    | The best of X Factor                                                                                       | Brano a cappella                   | Risultato |
| ------ | --------- | ------- | ---------------------------------------- | --------------------------------------------------------------------- | --------- | --- | ---------------------------------- | --------- |
| 1      | Francesca | Ventura | La tua ragazza sempre (con Irene Grandi) | Distratto (Elisa e Roberto Casalino)                                  | 2         | Someone like You (Adele) / The House of the Rising Sun (The Animals) / Whole lotta love (Led Zeppelin)     | Hallelujah (Leonard Cohen)         | 1º        |
| 2      | Antonella | Arisa   | Come si cambia (con Fiorella Mannoia)    | Cuore scoppiato (Luca Marino)                                         | Eliminata | avrebbe cantato What else is there? (Röyksopp) / Strict Machine (Goldfrapp) / Morirò d'amore (Giuni Russo) |                                    | 3°        |
| 3      | I Moderni | Elio    | Heaven (con Emeli Sandé)                 | Non ci penso mai (Daniele Lazzarin, Riccardo Garifo e Alberto Tafuri) | 1         | Diamonds Are a Girl's Best Friend (Nicole Kidman) / Fuck You! (Cee Lo Green) / Judas (Lady Gaga)           | Another One Bites the Dust (Queen) | 2°        |

## Ascolti

### X Factor - I Giudici
| Giudice        | Messa in onda   | Telespettatori* |
| -------------- | --------------- | --------------- |
| Elio           | 6 ottobre 2011  | 465 158**       |
| Arisa          | 6 ottobre 2011  | 465 158**       |
| Simona Ventura | 13 ottobre 2011 | 302 252         |
| Morgan         | 13 ottobre 2011 | 302 252         |

*Il dato è la somma di ascolto in diretta e di ascolto differito del giorno
**Lo speciale di Arisa è stato seguito da 120 923 telespettatori (senza contare i dati di differita) il giorno 6 ottobre 2011 alle 22.30 risultando lo speciale più visto.

### X Factor - Le Selezioni
| Puntata     | Messa in onda    | Sky Uno*       | Sky Uno* | Cielo**        | Cielo** | Totale telespettatori nei sette giorni                                                                     |
| Puntata     | Messa in onda    | Telespettatori | Share    | Telespettatori | Share   | Totale telespettatori nei sette giorni                                                                     |
| ----------- | ---------------- | -------------- | -------- | -------------- | ------- | --- |
| Provini 1/2 | 20 ottobre 2011  | 518 716        | 1,60%    | 212 000        | 0,91%   | 1 450 000 (518 716 del 20 ottobre + 74 546 totale relativo alle repliche settimanali su SkyUno)            |
| Provini 2/2 | 27 ottobre 2011  | 533 010        | 2,00%    | 297 000        | 1,11%   | 923 157 (dato riferito ai soli dati satellitari nel corso della settimana 27 ottobre - 3 novembre 2011)    |
| Bootcamp    | 3 novembre 2011  | 657 977        | 2,30%    | 366 000        | 1,28%   | 1 088 668 (dato riferito ai soli dati satellitari nel corso della settimana 3 novembre - 10 novembre 2011) |
| Homevisit   | 10 novembre 2011 | 609 631        | 2,10%    | 300 000+       | 1,13%   | 869 409 (dato riferito ai soli dati satellitari nel corso della settimana 10 novembre - 17 novembre 2011)  |

*Il dato è la somma di ascolto in diretta e di ascolto differito del giorno
**Su Cielo la messa in onda è avvenuta 24 ore dopo la prima visione su SkyUno

### X Factor - Live Show
| Puntata      | Sky Uno*         | Sky Uno*       | Sky Uno* | Cielo**          | Cielo**        | Cielo** | Totale telespettatori nei sette giorni Sky Uno |
| Puntata      | Messa in onda    | Telespettatori | Share    | Messa in onda    | Telespettatori | Share   | Totale telespettatori nei sette giorni Sky Uno |
| ------------ | ---------------- | -------------- | -------- | ---------------- | -------------- | ------- | ---------------------------------------------- |
| 1 - Kick off | 17 novembre 2011 | 747 493        | 2,26%    | 20 novembre 2011 | 317 000        | 1,18%   | 1 001 446                                      |
| 2            | 24 novembre 2011 | 587 954        | 2,10%    | 27 novembre 2011 | 365 000        | 1,40%   | 795 995                                        |
| 3            | 1º dicembre 2011 | 666 260        | 2,37%    | 4 dicembre 2011  | 295 000        | 1,04%   | 961 000                                        |
| 4            | 8 dicembre 2011  | 672 221        | 2,60%    | 11 dicembre 2011 | 299 000        | 1,07%   | 949 620                                        |
| 5            | 15 dicembre 2011 | 567 056        | 2,22%    | 18 dicembre 2011 | 219 000        | 0,79%   | 745 247                                        |
| 6            | 22 dicembre 2011 | 490 000        | 1,71%    | 25 dicembre 2011 | ND             | ND      | 755 715                                        |
| 7            | 29 dicembre 2011 | 717 910        | 3,15%    | 1º gennaio 2012  | ND             | ND      | 901 210                                        |
| 8 - Finale   | 5 gennaio 2012   | 1 050 000      | 3,95%    | 8 gennaio 2012   | ND             | ND      |                                                |
| Media        | Media            | 687 363        | 2,55%    | Media            | Media          | ND      |                                                |

Il dato è la somma di ascolto in diretta e di ascolto differito del giorno
**Su Cielo il live è la replica non integrale della diretta del giovedì su Sky Uno

### Xtra Factor
| Puntata | Messa in onda    | Rete    | Telespettatori |
| ------- | ---------------- | ------- | -------------- |
| 1       | 17 novembre 2011 | Sky Uno | 219 000        |
| 2       | 24 novembre 2011 | Sky Uno | 131 999        |
| 3       | 1º dicembre 2011 | Sky Uno | 304 935        |
| 4       | 8 dicembre 2011  | Sky Uno | 370 874        |
| 5       | 15 dicembre 2011 | Sky Uno | 205 004        |
| 6       | 22 dicembre 2011 | Sky Uno | 230 000        |
| 7       | 29 dicembre 2011 | Sky Uno | 290 910        |
| 8*      | 5 gennaio 2012   | Sky Uno | 322 965        |

* Per la finale l'Extra Factor, per l'occasione rinominato Xtra Factor Countdown, va in onda eccezionalmente prima del live show alle 20:10.

## Curiosità
- Simona Ventura è la prima giudice donna a vincere un'edizione di X Factor Italia
- Nel report settimanale dell'inventore di X Factor Simon Cowell, dove vengono elencati i migliori ascolti al mondo del programma, è sempre stata presente, dalla partenza dei live show, l'edizione italiana.
- La finale del 5 gennaio 2012 è stata la prima puntata al mondo di X Factor ad essere trasmessa in 3D.[51]
- Questa è stata la prima edizione nella quale una squadra, ovvero quella delle under 25 ♀, arriva intatta alla semifinale.
- Questa è stata la prima edizione italiana nella quale i provini sono effettuati direttamente davanti al pubblico.
- Alla fine di questa edizione Morgan e la concorrente Jessica Mazzoli hanno iniziato una relazione, coronata dalla nascita di una figlia.
- Antonella Lo Coco nel 2013 è giudice del talent show per bambini Io Canto su Canale 5 assieme a Mara Maionchi.
- Davide Papasidero nel 2013 vince la 56ª edizione del festival di Castrocaro

## Ospiti
| Puntata | Ospiti nei Live Show                                      |
| ------- | --------------------------------------------------------- |
| 1       | Miguel Bosé, Kasabian                                     |
| 2       | James Morrison, I soliti idioti                           |
| 3       | Giorgia                                                   |
| 4       | Davide Papasidero, Daniele Silvestri                      |
| 5       | Subsonica, Raphael Gualazzi                               |
| 6       | Marco Mengoni                                             |
| 7       | Antonello Venditti                                        |
| 8       | Irene Grandi, Fiorella Mannoia, Asia Argento, Emeli Sandé |

## Piazzamenti in Classifica

### Compilation
- 2011 - X Factor 5 Compilation (Sony Music Entertainment)

### Singoli
| Artista   | Brano                | Posizioni in classifica | Certificazione                        |
| Artista   | Brano                | FIMI                    |                                       |
| --------- | -------------------- | ----------------------- | ------------------------------------- |
| Francesca | Distratto            | 1                       | - ITA: Multiplatino - Vendite: 60.000 |
| I Moderni | Non ci penso mai     | 3                       | - ITA: Oro - Vendite: 15.000          |
| Antonella | Cuore scoppiato      | 4                       | - ITA: Oro - Vendite: 15.000          |
| Nicole    | Sarà possibile       | 9                       | —                                     |
| Jessica   | Un livido sul cuore  | 19                      | —                                     |
| Vincenzo  | La vita non è brutto | 92                      | —                                     |

### EP
| Artista   | EP                   | Posizioni in classifica |
| Artista   | EP                   | FIMI                    |
| --------- | -------------------- | ----------------------- |
| Francesca | Distratto            | 9                       |
| Antonella | Cuore scoppiato      | 17                      |
| I Moderni | Non ci penso mai     | 22                      |
| Nicole    | Sarà possibile       | —                       |
| Jessica   | Un livido sul cuore  | —                       |
| Vincenzo  | La vita non è brutto | —                       |

### Brani delle compilation e degli EP entrati in classifica
| Artista   | Brano               | Posizioni in classifica |
| Artista   | Brano               | FIMI                    |
| --------- | ------------------- | ----------------------- |
| Francesca | Whole Lotta Love    | 53                      |
| Jessica   | Caffè nero bollente | 65                      |
| Francesca | Someone Like You    | 67                      |
| I Moderni | Judas               | 72                      |
| Jessica   | Folle città         | 87                      |
| Antonella | What Else Is There  | 91                      |
| Claudio   | My Immortal         | 95                      |
| Nicole    | Listen              | 100                     |